# 維日尼察區
維日尼察區（烏克蘭語：Вижницкий район），是乌克兰切尔诺夫策州的一个区，行政中心设于維日尼察，面积为1,896平方公里，人口数量为90,354人（2021年估计）。

## 历史
2020年7月18日作为乌克兰行政区划改革的一部分，切尔诺夫策州的区份数量减至3个，维日尼察区的面积显著增加。原普蒂拉以及基茨曼區的部分区域并入维日尼察区。改革前维日尼察区的面积为903.4平方公里，2020年人口数量为55,095人。

## 行政区划
维日尼察区下分为9个市镇。